# Victorià Oliveras de la Riva
Victorià Oliveras de la Riva   (Barcelona, 7 de febrer de 1909 - Barcelona, 8 de març de 1973) fou un dirigent esportiu català.
Va estar vinculat al món de l'hoquei sobre patins i del futbol. L'any 1955 va fundar el Club Patí Voltregà, al qual portà al màxim nivell estatal, campió de Catalunya i d'Espanya en diverses ocasions. Formava part d'una família, els de la Riva, amb llarga vinculació al RCD Espanyol. El 1958 esdevingué vicepresident del club, i dos anys més tard en fou president, dimitint del càrrec amb el descens del club a Segona Divisió el 1962. També fou vicepresident de la Federació Espanyola de Patinatge i de la Fédération Internationale de Roller Sports i president de la FIRS des de 1964, fins a la seva mort.
El pavelló esportiu de Sant Hipòlit de Voltregà duu el seu nom.